# 小吉の女房
『小吉の女房』（こきちのにょうぼう）は、NHK BSプレミアムの「BS時代劇」枠にて2019年1月11日から3月1日まで毎週金曜20時00分から20時43分に放送された日本のテレビドラマ時代劇。全8回。山本むつみのオリジナル脚本により、勝海舟を育てた型破りな夫婦を描いたホームドラマ時代劇。主演は沢口靖子で、大河ドラマ『新選組!』以来14年ぶりのテレビ時代劇出演となる。
BS4Kにて2019年1月9日から2月27日まで毎週水曜19時から19時45分に先行放送された。また、NHK総合の「土曜時代ドラマ」枠にて2019年7月27日から9月21日まで毎週土曜18時5分から18時43分に地上波放送された。
パート2となる『小吉の女房2』がNHK BSプレミアムおよびNHK BS4Kの「BS時代劇」枠にて2021年4月2日から5月14日まで放送。連続7回。NHK総合の「土曜時代ドラマ」枠においても2022年1月8日から3月12日まで毎週土曜18時5分から18時43分に地上波放送されていた。

## 登場人物

### 主要人物
お信
演 - 沢口靖子（少女時代：上間杏樹（第1シリーズ1話））
主人公。徳川家直参の旗本・勝家の家付き娘。両親は早くに亡くなった。おっとりしているが、やるべきときには小吉をも驚かせる。
勝家のやりくりを任されており、ひたむきに小吉を支える。
勝小吉
演 - 古田新太（少年時代：井上優吏（第1シリーズ1話））
勝家の当主（婿養子）。お信とは幼なじみ。家督を継いで以降、なかなか役目には就けていない。太郎左衛門とは少年期に因縁があるらしい。喧嘩っ早いが一応筋は通っており、男気がある。実は酒は飲めない。
父には頭が上がらず、悪口を言う者は許せない。
麟太郎のことは「自分と同じ道を歩まないように」と願っている。
勝麟太郎
演 - 福冨慶士郎（第1シリーズ1話 - 4話）→鈴木福（第1シリーズ5話 - 第2シリーズ3話）→稲葉友（第2シリーズ4話 - ）
お信と小吉の長男（のちの勝海舟）。
礼儀正しく、冷静に物事を見ることができる。が、大人の顔色を窺いすぎることがあり、小吉からはその点を心配されている。
お順
演 - 木村円華（第1シリーズ8話）→山本唯以（第2シリーズ1話 - 3話）→稲垣来泉（第2シリーズ4話 - ）
お信と小吉の長女。
登勢
演 - 江波杏子
お信の祖母。皆からは「おばば様」と呼ばれる。小吉とは、日々いがみあっている仲。小言が多く、お信からは「虫干ししたい」と言われている。ナメクジが苦手。
男谷彦四郎
演 - 升毅
小吉の兄。小吉とは異なり、真面目な人柄。
石川太郎左衛門
演 - 高橋和也（幼少：渡辺圭悟（第1シリーズ1話））
旗本。御徒士頭。小吉の幼なじみ。幼いころ、小吉の父を馬鹿にしたために仕返しされた。賄賂とゴマすりによって出世を果たす。
お遊
演 - 高橋ひとみ
彦四郎の妻（お信の義姉）。
利平次
演 - 石倉三郎
勝家の中間。
中野碩翁
演 - 里見浩太朗
十一代将軍・徳川家斉の側近。お信からは「白髭様」と呼ばれる。

### その他の人物
お律
演 ‐ 飯島順子
太郎左衛門の妻。
銀次
演 - 小松利昌
元巾着切り。小吉に咎められて以降、付き従っている。
長兵衛
演 - 西園寺章雄
古道具屋。
お清
演 - まつむら眞弓
茶店の女。
鳥居耀蔵
演 - 橋爪淳
男谷精一郎
演 - 青山草太
男谷家の養子。

### ゲスト

#### パート1（2019年）
第1回「旦那様は就活中」
- 大久保上野介（小普請組 支配） - 南条好輝
- 矢田（御徒士 組頭） - 山本道俊
- 谷原（御徒士 組頭） - 北村友希
- 謙吉（少年時代の小吉の友） - 二宮輝生
- 男谷平蔵（小吉の父） - 平泉成

第2回「麟太郎、出世する」、第3回「お信の書き置き」
- 関川讃岐（易者） - 多賀勝一
- 徳川家斉（十一代将軍） - いわすとおる（第2回のみ）
- 間宮友右衛門（道場主） - 入江毅（第2回のみ）
- 殿村南平（加持祈祷師） - 床尾賢一（第2回のみ）
- 戸部玄之丞（御徒士） - 柴田善行（第3回のみ）
- 井沢屋久右ヱ門（漆器屋 主人） - 平岡秀幸（第3回のみ）
- お雪（玄之丞の妻） - 酒井美紀（第3回のみ）
- 阿茶局（西の丸 奥女中） - 野村真美

第4回「麟太郎、三途の川から呼び戻される」
- 篠田道庵（医者） - 峰蘭太郎
- 小林隼太 - 西村匡生

第5回「おばば様の秘密」
- 一日上人/暗闇の丑松 - 伊武雅刀
- 斎藤監物 - 菅原大吉（最終回・パート2 第2回）
- お紋（身投げしようとする老女） - 雪代敬子

第6回「お信、鼠小僧の一味になる」
- 留吉 - 西井幸人
- 太助 - 新村宗二郎
- 青木利十郎 - 稲田龍雄（最終回）
- 喜八（岡っ引） - 本山力（最終回）
- 水野忠邦 - 白井滋郎

第7回「お信、花魁の文使いになる」
- 花里/花  - 朝倉あき
- 磯見平次郎 - 河合龍之介
- 安田清右衛門 - 山田永二
- 黒沢林蔵 - 内藤邦秋
- 工藤与次郎 - 内田滋

最終回「小吉、隠居して夢酔となる」
- 赤堀喜右衛門 ‐ 信太昌之

#### パート2（2021年）
第1回「勝家、地主から追い立てをくらう」、第2回「小吉、腹を切る?」
- 高野長英 - 山口馬木也
- 花井虎一 - 六角慎司
- 大川丈助 - マキタスポーツ
- 岡野孫一郎 - 中村靖日（第3回）
- 光江 - 松島紫代
- 多賀 - 松原智恵子

- 小笠原貢蔵 - 山口竜央（第1回のみ）

いわすとおる、吉田輝生、川鶴晃裕、大石彩未
櫻井忍、細川純一、渋谷めぐみ、入木将志、野村昌嗣
（第2回のみ）
- 斎藤監物 - 菅原大吉
- 宇市 - 徳井優

- 源右衛門 - 田井克幸
- 山田新右衛門 - 小川敏明

浜田隆広、奥深山新、内藤和也、旭屋光太郎
入来将志、野村昌嗣、松井周、岡内学、森山陽介、大迫英喜

第3回「お信と白鬚様の庭」
- 秋村主膳 - モト冬樹
- 水野忠邦 - 白井滋郎
- 水野忠篤 - 伊庭剛
- 遠山景元 - 三角園直樹
- 徳川家慶 - 村上泰児

岡大介、佐渡山順久、萩原嵐、森乃阿久太、和泉敬子、森山くるみ
- お民 - 大西礼芳
- お峰 - 福本莉子
- お徳 - 山口美也子

木村康志、池田勝志、鍋島浩、井之上淳
森乃阿久太、七海薫子、黒川英二、吉井基師

## スタッフ
- 作 - 山本むつみ
- 音楽 - 荻野清子
- 語り - 春風亭昇太
- 演出 - 清水一彦、宇喜田尚、井上泰治
- 制作統括 - 小林大児（NHKエンタープライズ）、内堀雄三（ユニオン映画〈パート1〉、ネクスト50〈パート2〉）、土屋勝裕（NHK）（パート1）、磯智明（NHK）（パート2）
- 制作 - NHKエンタープライズ
- 制作・著作 - NHK、ユニオン映画

## 放送日程
『小吉の女房』
| 放送回 | 放送日         | 放送日   | 放送日  | サブタイトル                     | 演出     |
| 放送回 | BSプレミアム   | BS4K     | NHK総合 | サブタイトル                     | 演出     |
| ------ | -------------- | -------- | ------- | -------------------------------- | -------- |
| 第1回  | 2019年01月11日 | 01月09日 | 7月27日 | 旦那様は就活中                   | 清水一彦 |
| 第2回  | 01月18日       | 01月16日 | 8月03日 | 麟太郎、出世する                 | 清水一彦 |
| 第3回  | 01月25日       | 01月23日 | 8月10日 | お信の書き置き                   | 宇喜田尚 |
| 第4回  | 02月01日       | 01月30日 | 8月17日 | 麟太郎、三途の川から呼び戻される | 宇喜田尚 |
| 第5回  | 02月08日       | 02月06日 | 8月31日 | おばば様の秘密                   | 井上泰治 |
| 第6回  | 02月15日       | 02月13日 | 9月07日 | お信、鼠小僧の一味になる         | 井上泰治 |
| 第7回  | 02月22日       | 02月20日 | 9月14日 | お信、花魁の文使いになる         | 清水一彦 |
| 最終回 | 03月01日       | 02月27日 | 9月21日 | 小吉、隠居して夢酔となる         | 清水一彦 |

土曜時代ドラマ
- 8月24日は放送休止。

『小吉の女房2』

| 放送回 | 放送日         | 放送日   | 放送日         | サブタイトル                   | 演出     |
| 放送回 | BSプレミアム   | BS4K     | NHK総合        | サブタイトル                   | 演出     |
| ------ | -------------- | -------- | -------------- | ------------------------------ | -------- |
| 第1回  | 2021年04月02日 | 04月02日 | 2022年01月08日 | 勝家、地主から追い立てをくらう | 清水一彦 |
| 第2回  | 04月09日       | 04月09日 | 2022年01月15日 | 小吉、腹を切る?                |          |
| 第3回  | 04月18日       | 04月18日 | 2022年01月22日 | お信と白鬚様の庭               |          |
| 第4回  | 04月23日       | 04月23日 | 2022年01月29日 | 麟太郎、ナポレオンと出会う     |          |
| 第5回  | 04月30日       | 04月30日 | 2022年02月26日 | お信、娘義太夫になる           |          |
| 第6回  | 05月07日       | 05月07日 | 2022年03月5日  | 小吉、贋金づくりの友になる     |          |
| 最終回 | 05月14日       | 05月14日 | 2022年03月12日 | 麟太郎、妻をめとる             |          |